# Web 3.0
La Web 3.0 es el término que se utiliza para describir una red informática en la que todos los datos están conectados y en la que todas las máquinas procesan el contenido de igual forma que los humanos. En ella, los usuarios pueden interactuar mediante lenguaje natural y acceder al contenido de manera muy sencilla mientras que las máquinas interpretan el software procesando las peticiones con rapidez.
También es conocida como web semántica, sin embargo, no existe una definición clara y concreta, sino que está abierta al debate. Resulta difícil enmarcarla ya que son muchas las personas que están trabajando en su propia experiencia futura de Internet.
De hecho, Tim Berners-Lee, considerado el padre de la World Wide Web, describe la web semántica como un componente de la Web 2.0 pero existe una gran controversia en la literatura a la hora de diferenciar los dos conceptos. Lo que sí está claro, es que con la llegada de la Web 3.0 Internet se parece bastante a lo que sus creadores quisieron que fuera desde un principio: una gran base de datos ordenada, comprensible y de fácil acceso.
En esta nueva versión se destaca un acceso mucho más rápido y seguro y una gran personalización que evitará la información no relevante mediante un filtrado automático. Para ello, implementará una infraestructura común para que todas las máquinas entiendan el significado de la información alojada en la web. Sin embargo, estos cambios deben ir acompañados de una serie de requerimientos legales, que también deben evolucionar.
Para entender mejor esta nueva forma de ver Internet es necesario conocer las versiones o generaciones anteriores.

## Historia

### Web 1.0
La Web 1.0, conocida también como la Static Web, es considerada la primera versión de la World Wide Web y se denomina así para definir todo lo anterior a la Web 2.0.
Era una red proveedora de información estática que permitía a los usuarios conectarse a ella, pero con una interacción mínima a través de inscripciones a boletines o formularios de contacto. Los visitantes no tenían la posibilidad de dar opinión y existía un gran control sobre la información publicada.
Se trataba de un discurso lineal emisor-receptor donde las páginas web eran estáticas, generalmente con contenido en formato texto. No había imágenes ni interfaces gráficas y el tiempo de carga muy elevado.
Las herramientas para utilizar esta web eran en un principio limitadas. Sin embargo, más adelante la Web 1.0 comenzó a mejorar gracias a los navegadores web quienes agregaron mejoras interactivas.

### Web 2.0
La Web 2.0, conocida también como la Social Web, es considerada la segunda versión de la World Wide Web.
En esta nueva generación, la web permitía la conexión centralizada entre personas y los usuarios ganan protagonismo pudiendo participar en foros, blogs, … El software de escritorio se transformó en una aplicación web y el contenido empieza a tener un diseño vistoso a partir del uso de hojas de estilo.
Su impulso se debe a los avances en tecnología que permitieron construir plataformas interactivas y servicios como el streaming de audio o vídeo. Es aquí donde surgen las redes sociales donde los usuarios podían generar y compartir contenido, no solo leerlo.

### Surgimiento de la Web 3.0
Aunque la Web 2.0 todavía está en desarrollo en la actualidad, existen ya las primeras corrientes de crecimiento de la Web 3.0. Algunas de las tecnologías que se marcan como introductorias de esta nueva generación son las relacionadas con la Inteligencia Artificial, como por ejemplo los electrodomésticos inteligentes que utilizan redes inalámbricas o Siri y Alexa que la combinan con reconocimiento de voz.
Si antes nos referíamos a la Web 1.0 como un proveedor estático de información en el que no era posible la interacción, a la Web 2.0 como una web social e interactiva, ahora se puede suponer que la Web 3.0 cambiará todo lo conocido, desde cómo se publican los sitios web hasta como se interactúa entre ellos.
De la misma manera, si en la Web 1.0 todo giraba en torno a los links, en la Web 2.0 a las redes sociales, en la Web 3.0 serán los tokens los protagonistas. Se trata de unidades digitales de intercambio basadas en blockchain.
La Web 3.0 se espera que sea una aplicación web que utilice la técnica AJAX, con posibilidad de ejecución en cualquier dispositivo, alta velocidad y muy personalizable para conseguir una gran flexibilidad y versatilidad.
Otra de las barreras que la Web 3.0 intenta derribar es la necesidad de operadores humanos para la administración de Internet. Además, parece estar centrada en los infinitos datos existentes por lo que será necesario diseñar buenas arquitecturas de almacenamiento. Aunque el Big Data parece ser la mejor opción, es necesario seguir investigando sobre el uso más efectivo de la tecnología para poder garantizar la seguridad y la privacidad.

## Características
La Web 3.0 se centra en el análisis de los datos y en su comprensión basada en máquinas para proporcionar una web semántica. Gracias a ello, las webs serán más inteligentes y abiertas y estarán más conectadas y adaptadas a los usuarios. Se espera de ella una mayor accesibilidad.
Hace referencia a un tipo de tecnología que hace posible la construcción de servicios online semánticos y descentralizados. Aprovecha la tecnología blockchain y las redes P2P para asegurar una mayor privacidad y seguridad proporcionando una experiencia totalmente diferente y más transparente.
Gracias a la tecnología blockchain se podrán crear bloques de datos conectados formando cadenas que serán públicas y revisables por todos los usuarios. Ya no se necesitarán permisos de autoridades para poder publicar algo. De esta manera, se acabará con la centralización actual en la que son las grandes corporaciones las que tienen todo el control y poder y serán los usuarios quienes tengan la propiedad de sus datos personales. Otros de los aspectos más destacables son la rapidez, relevancia y personalización con la que los datos serán proporcionados ya que se añade la interacción con ellos mediante Inteligencia Artificial y Aprendizaje Automático.
La web será transformada en una base de datos donde cada usuario tendrá un perfil único basado en su historial. Si dos usuarios diferentes realizan la misma búsqueda no se le mostrarán los mismos resultados. La información que reside en la red será entendible por las propias máquinas, que ya no se limitarán solo a clasificar y mostrar información, más allá de su estructura sintáctica y se realizarán, gracias a ello, búsquedas inteligentes.
Otras tecnologías que se están probando, entre otras, son la Inteligencia Artificial y el Big Data, cuyo objetivo final es automatizar tareas de la vida diaria. Sin embargo, algunas de ellas requieren habilidades que todavía no ha sido posible incorporar.

## Ventajas
La Web 3.0 cuenta con grandes ventajas comparada con sus anteriores versiones, entre las que destacan:
- Fiabilidad: esta nueva red dará a los usuarios más libertad y garantizará a los creadores el control sobre sus datos online gracias a su arquitectura descentralizada. Al contrario que antes, donde los usuarios creaban, pero eran las compañías tecnológicas quienes monetizaban.
- Democracia: será una web más democrática y abierta donde cualquier usuario puede ser propietario. Ya no es necesario que sea controlada por una sola entidad y como resultado las aplicaciones no se podrán censurar ni restringir.
- Transparencia: los datos serán completamente públicos por lo que cualquier usuario podrá ver lo que sucede con ellos.
- Personalización: se podrá personalizar la experiencia de navegación garantizando una navegación más productiva, ya que la web entenderá nuestras preferencias.
- Ventas: los vendedores tendrán un mayor índice de ventas puesto que las necesidades de venta serán mejor detectadas gracias la ayuda de la Inteligencia Artificial, que mostrará solo anuncios de productos que el comprador desea.
- Continuidad: tiene la capacidad de ofrecer servicios en todo momento ya que los servidores tienen un nivel de disponibilidad superior a los anteriores.
- Seguridad: mayor fortaleza y seguridad frente hackeos y ataques de denegación de servicios.
- Privacidad: alto nivel de privacidad debido a que no es necesario proporcionar una identidad real si no que puedes mantenerte en el anonimato.
- Integridad de los datos: los datos almacenados en Blockchain son inmutables.
- Menos interrupciones: debido de nuevo a la descentralización no habrá interrupciones de servicio por motivos técnicos

## Desventajas
Por otro lado, la Web 3.0 consta de una serie de desventajas, entre las que hay que destacar:
- Los propietarios de sitios web ya existentes se van a ver en la obligación de realizar actualizaciones y mejoras, algo que es tomado como un problema porque la adopción temprana de mantenimiento DRP, requerirá mucha concentración, inversiones, establecer estándares, reglamentaciones para llevar dicha tarea por parte de los gobiernos. Cuando el uso de la Web 3.0 en aplicaciones y sitios web se vuelva más común, las empresas responsables se verán obligadas a mejorar sus servicios digitales para no perder ni un solo mercado.
- Se facilita el acceso a datos personales y públicos. Si bien esto puede considerarse una ventaja, las redes neuronales también pueden llegar a facilitar el acceso a la información pública y privada compartida en Internet a todo tipo de usuario, pero también presentaría un problema y colisionara con leyes de privacidad de diferentes territorios como la EU y otros.
- Va a ser difícil de regular por lo que habrá que aumentar el control. Según algunos expertos, la descentralización puede dificultar mucho el seguimiento y la gestión del sitio web, lo que puede desencadenar en un aumento de delitos cibernéticos y el abuso de Internet, etc. Esto decantaría en riesgos para la seguridad nacional y los territorios soberanos.
- Necesidad de procesadores mucho más rápidos que los que se usaban en la Web 1.0 y en la Web 2.0 o incluso la incapacidad de usar esta tecnología en dispositivos antiguos. Por lo tanto, el uso futuro de esta versión de Internet va a requerir un dispositivo con especificaciones más altas que un dispositivo personalizado, un problema debido a que los procesadores actuales no disponen de la capacidad de avanzar velocidades superiores y esto estancaría su avance.
- Si el usuario es alguien alejado del mundo de la tecnología o principiante en este mundo, va a ser difícil que tenga un conocimiento demasiado amplio de esta versión y sera compleja su adopción en la vida real.
- Sobrecarga de información que podrá llevar a búsquedas ambiguas, duplicado de información de manera innecesaria, generaría contaminación digital innecesaria.
- Recursos naturales, debido a que actualmente y en un futuro próximo llevar adelante dicha tarea quedara acotada a instituciones, propietarios de negocios específicos debido a la naturaleza dicha tecnología, donde la misma no tiene un fundamento razonable para que un usuario busque implementar que no comprende, por motivos de diferente índole y consumos excedidos de asuntos Monetarios, Societarios, Sociales, Energéticos y Aplicables y Razonables los cuales absorbiera el usuario de dicha tecnología con toda la sociedad.

## Innovaciones
Las tecnologías de la Web 3.0, como programas inteligentes, que utilizan datos semánticos, se han implementado y usado a pequeña escala en compañías para conseguir una manipulación de datos más eficiente. En los últimos años, sin embargo, ha habido un mayor enfoque dirigido a trasladar estas tecnologías de inteligencia semántica al público general.

### Bases de datos
El primer paso hacia la Web 3.0 es el nacimiento de la "Data Web", ya que los formatos en que se publica la información en Internet son dispares, como XML, RDF y microformatos; el reciente crecimiento de la tecnología SPARQL, permite un lenguaje estandarizado y API para la búsqueda a través de bases de datos en la red.
La "Data Web" permite un nuevo nivel de integración de datos y aplicación inter-operable, haciendo los datos tan accesibles y enlazables como las páginas web. La "Data Web" es el primer paso hacia la completa Web Semántica.
En la fase “Data Web”, el objetivo es principalmente hacer que los datos estructurados sean accesibles utilizando RDF. El escenario de la Web Semántica ampliará su alcance en tanto que los datos estructurados e incluso, lo que tradicionalmente se ha denominado contenido semi-estructurado (como páginas web, documentos, etc.), esté disponible en los formatos semánticos de RDF y OWL.

### Inteligencia artificial
La Web 3.0 también ha sido utilizada para describir el camino evolutivo de la red que conduce a la inteligencia artificial.
Algunos escépticos lo ven como una visión inalcanzable. Sin embargo, compañías como IBM y Google están implementando nuevas tecnologías que cosechan información sorprendente, como el hecho de hacer predicciones de canciones que serán un éxito, tomando como base información de las webs de música de la Universidad. También con la difusión de un mapa semántico que enseña a las computadoras el significado de las palabras y le brinda a las máquinas un vocabulario diez veces más amplio que el de un estudiante estadounidense promedio.
Existe también un debate sobre si la fuerza conductora tras Web 3.0 serán los sistemas inteligentes, o si la inteligencia vendrá de una forma más orgánica, es decir, de sistemas de inteligencia humana, a través de servicios colaborativos como delicious, Flickr y Digg, que extraen el sentido y el orden de la red existente y cómo la gente interactúa con ella.
La Web 3.0 está también muy asociada al concepto personalización. Ofrece un flujo de contenidos adaptados a nuestros gustos y preferencias, basándose en nuestros perfiles en la red, búsquedas, opiniones, actividad y demás. Estos datos personales son almacenados en la nube y, a partir de esto la Web 3.0 puede ejecutar desde cualquier dispositivo con un alto grado de complejidad e individualidad.

### Web semántica y SAO
En relación con la dirección de la inteligencia artificial, la Web 3.0 podría ser la realización y extensión del concepto de la “Web semántica”. Las investigaciones académicas están dirigidas a desarrollar programas que puedan razonar, basados en descripciones lógicas y agentes inteligentes. Dichas aplicaciones, pueden llevar a cabo razonamientos lógicos utilizando reglas que expresan relaciones lógicas entre conceptos y datos en la red. Sramana Mitra difiere con la idea de que la Web Semántica será la esencia de la nueva generación de Internet y propone una fórmula para encapsular Web 3.0.
Este tipo de evoluciones se apoyan en tecnologías de llamadas asíncronas para recibir e incluir los datos dentro del visor de forma independiente. También permiten la utilización en dispositivos móviles, o diferentes dispositivos accesibles para personas con discapacidades, o con diferentes idiomas sin transformar los datos.
- Para los visores: en la web, xHTML, JavaScript, Comet, AJAX, etc.
- Para los datos: Lenguajes de programación interpretados, Base de datos relacional y protocolos para solicitar los datos para ello.

##### Marketing Web3
Uno de los ambientes que más ha cambiado en esta transición es el marketing. El ahora llamado marketing web3, es una actividad relacionada con el posicionamiento y publicidad de proyectos relacionados a la web3, tal como pueden ser proyectos de Blockchain, Criptomonedas, NFT o distintos productos que sean nativos de esta nueva web.

### Evolución al 3D
Otro posible destino para la Web 3.0 es la dirección hacia la visión 3D, liderada por el Web3D Consortium. Esto implicaría la transformación de la Web en una serie de espacios 3D, llevando más lejos el concepto propuesto por Second Life. Esto podría abrir nuevas formas de conectar y colaborar, utilizando espacios tridimensionales.
En lo que a su aspecto semántico se refiere, la Web 3.0 es una extensión del World Wide Web en el que se puede expresar no sólo lenguaje natural, también se puede utilizar un lenguaje que se puede entender, interpretar utilizar por agentes software, permitiendo de este modo compartir e integrar la información más fácilmente.
Esta lógica será integrar en el nuevo sistema operativo que lanzara Google para todos Los dispositivos en 2020, cuyo nombre aún no se da a conocer por la empresa pero se dice que será la propuesta de sistema más innovadora desde el surgimiento de Android y que dista de todo lo realizado antes por la interface de iOS, cuya innovación marcará sin duda toda una década de experiencia de los usuarios haciendo la propuesta más innovadora de todas sus anteriores versiones en el mercado cambiando por completo la funcionalidad de la interface y el diseño visual de la manera jamás esperada en la última década de innovación tecnológica en plataformas para dispositivos móviles y tabletas. es muy útil

## Aplicaciones

### Aplicaciones de la Web 3.0 en Biomedicina
Las posibles aplicaciones que la Web 3.0 puede tener en biomedicina van a tener una gran relación con el acceso y la gestión de la información. Estas aplicaciones van a ser muy diversas y pueden llegar a causar un gran interés en este ámbito.
Las herramientas que se proporcionan para que la información en Internet esté completamente organizada para una mejor comprensión no son únicas. Inevitablemente, va a llegar un momento en el que se desarrollarán en paralelo, se crearán perfiles e intereses según los usuarios, e incluso, es posible que surjan nuevas soluciones.
Por otro lado, todas estas herramientas tienen objetivos en común: facilidad de uso, acceso rápido a la información relevante de las búsquedas de Internet y supresión del ruido innecesario que puede crear el dispositivo. Todos ellos temas muy preocupantes en Internet y que pueden llegar a ser muy relevantes en el campo médico.

### Aplicaciones de la Web 3.0 en la Educación
Otra de las aplicaciones que tiene la Web 3.0 es el espacio virtual de aprendizaje, donde el foco está centrado en el potencial de Internet y sus diversas posibilidades en el campo de la educación.
Desde la llegada de Internet, ha sido un recurso muy importante en el campo de la educación, especialmente en el aprendizaje a distancia. El uso de este recurso ha permitido desarrollar entornos que imitan aulas, sesiones, talleres, laboratorios e incluso planes universitarios completos que conducen a títulos válidos.
En este ámbito, la Web 3.0 introduce una serie de características que incidirán positivamente en el proceso educativo:
- Hipertexto: permitirá al usuario trazar el valor direccional en la posición que considere positiva para su funcionalidad.
- Capacidades multimedia: permitirá el intercambio de documentos en diferentes formatos, entre otros.
- Grupos cooperativos: la red permitirá el establecimiento de varios de ellos, ayudando así a desarrollar el apoyo y la asistencia entre los miembros.
- Herramientas de comunicación: como el correo electrónico, salas de chats o foros.

Este sitio web está dedicado únicamente a la creación de metaprogramas, una especie de sistemas de información lógica adicional cuya estructura es un programa de computadora completo y que puede ejecutarse individualmente. Es decir, se trata de programas que pueden adjuntarse a otros permitiéndose ampliar o incluso modificar las funciones para las que fueron programadas en su momento.
Esta es una característica clave que contribuirá a las actividades de aprendizaje ya que puede ayudar a mejorar las redes de aprendizaje en temas como la búsqueda de información basada en estilos de aprendizaje dominantes y centrados en el alumno. En este sentido, los estudiantes se benefician más de programas de este tipo, ya que reciben ayuda de cómo decidir qué unidades de estudio se ajustan a sus temarios e incluso qué unidades se adaptan mejor a su estilo de aprendizaje, todo ello basado en la navegación semántica.
En general, el aprendizaje a distancia llegará lejos en el desarrollo de estrategias de aprendizaje centradas en el alumno al superar los principales problemas que enfrentan los usuarios cuando trabajan en línea, como la falta de percepción y concentración o la dificultad para recordar contraseñas y elegir los recursos adecuados.

## Web3
En el concepto de la Web3 desaparece el punto, aun siendo una evolución de la Web 2.0.
Este término es aún confuso y algunas personas sugieren si el nombre puede derivar de web3.js, una colección de módulos con los que interactuar mediante protocolos como Ethereum.

## Ejemplos reales

### Ejemplos genéricos Web 3.0

#### GNOSS
Se trata de una red social creada en España con el objetivo de crear una identidad digital para cada persona e identificarla en cualquier entorno virtual.

#### QUINTURA
Se trata de una red accesible para dispositivos móviles que presenta una interfaz a modo de nube de tokens correspondientes a la información que una persona necesita en cada momento.

#### SWOOGLE
Es considerado el ancestro y padre de la llamada Web semántica, cuya función es procesar información y tomar decisiones en base a sus propias inferencias, las cuales pueden estar basadas en lógica y brindar soluciones para muchos problemas diferentes.
Un ejemplo de su aplicación es el llamado PageRank que, con la ayuda de Google, es capaz de asignar un determinado valor de relevancia a cada página web indexada en su base de datos.

#### FLIPBOARD
Se trata de una aplicación móvil que permite crear perfiles en Facebook y Twitter con datos detallados, incluyendo vídeos y fotos, con una función de búsqueda personalizada de información relevante en tiempo real.

### Ejemplos de Redes Sociales Web 3.0

#### HIVE DAPPS
Se trata de las diversas aplicaciones descentralizadas (DApps) que corren en la blockchain del mismo nombre (Hive). creadas con el objetivo de brindar una nueva generación de medios sociales, especialmente para creadores de contenido, quienes pueden monetizar y hacer crecer sus comunidades. Algunas de las DApps más utilizadas como medios sociales en la blockchain de Hive son: Hive.blog, PeakD, Ecency, 3Speak y LeoFinance.  

#### SAPIEN
Es una plataforma social democratizada. Es una buena alternativa al uso de redes sociales como Facebook o Twitter y motores de búsqueda como Google desde una perspectiva de noticias sociales.

#### STEEMIT
Es una red 3.0 que se ejecuta completamente en Steem blockchain. Se puede describir como una tecnología de recompensas descentralizada que ayuda a los miembros a monetizar su contenido. Es una alternativa a Reddit.

#### SOLA
Combina el uso de blockchain con tecnología de punta para crear redes sociales/redes sociales híbridas. Su finalidad es difundir información útil a los usuarios de acuerdo con sus intereses.
Este objetivo se logra mediante el uso de algoritmos de inteligencia artificial para que los usuarios obtengan contenido de alta calidad y exactamente lo que quieren sin tener que pasar por muchas soluciones.

### Ejemplos de Messenger Web 3.0

#### E-CHAT
Es una aplicación de mensajería Web 3.0 segura que utiliza una cadena de bloques descentralizada. Se caracteriza por un gran incremento respecto a otras redes sociales existentes. 

#### OBSIDIAN
Es una aplicación Web 3.0 considerada la próxima generación para los usuarios. Se basa en el uso de STRAT, que funciona con su propia moneda llamada Stratis. Nos proporciona un entorno seguro en el que los usuarios pueden comunicarse e incluso transferir fondos entre ellos.

#### YSING
Está a punto de cambiar el mundo de las noticias, al igual que las dos aplicaciones anteriores.

### Ejemplos de Almacenamiento Web Descentralizado 3.0

#### SIA
Es una solución de almacenamiento descentralizado. Divide el archivo en treinta segmentos y luego lo distribuye, mientras lo entrega, pudiendo incluso cifrar el archivo.

### Ejemplos de Aseguradoras y Banca Web 3.0

#### CASHAA
Plataforma reconocida como una de las futuras plataformas bancarias que brinda regulación, cumplimiento y seguridad al proporcionar préstamos bancarios criptográficos instantáneos y transacciones con dinero electrónico.

### Ejemplos deStreamingWeb 3.0

#### LIVEPEER
Plataforma descentralizada basada en blockchain. Proporciona un servicio de transmisión de código abierto con el objetivo de construir una serie de pilas de transmisión para la Web 3.0.

### Ejemplos de Trabajos Remotos en la Web 3.0

#### ATLAS.WORK
Plataforma completamente independiente que se ejecuta en blockchain y que puede escalar a través de contratos inteligentes y aprendizaje automático para crear un ecosistema independiente donde los profesionales y los empleados pueden recolectar dinero y obtener el máximo beneficio.

#### ETHLANCE
Plataforma de teletrabajo descentralizada impulsada por la cadena de bloques Ethereum. 

### Ejemplos de Navegador Web 3.0

#### BRAVE
Navegador donde el foco está en la privacidad cuando el usuario no es un producto. Al instalar el navegador, se instalará un bloqueador de anuncios de forma predeterminada. 

#### BEAKER BROWSER
Es un navegador web peer-to-peer que funciona como un navegador web de última generación. Es un sitio web donde cualquier usuario puede unirse, compartir e incluso ampliar sus aplicaciones. Su uso es aprendido de manera muy sencilla por cualquier usuario.